# Kiliasia
Kiliasia is een geslacht van korstmossen behorend tot de familie Ramalinaceae. De typesoort is Kiliasia athallina.

## Soorten
Volgens Index Fungorum telt het geslacht zeven soorten (peildatum februari 2023):
| Soortnaam            | Auteur(s)                                          | Publicatiejaar |
| -------------------- | -------------------------------------------------- | -------------- |
| Kiliasia athallina   | (Hepp) Hafellner                                   | 1984           |
| Kiliasia episema     | (Nyl.) Hafellner                                   | 1984           |
| Kiliasia granulosa   | (Szatala) Timdal                                   | 2018           |
| Kiliasia nordlandica | (Th. Fr.) Kistenich, Timdal, Bendiksby & S. Ekman  | 2018           |
| Kiliasia pennina     | (Schaer.) Kistenich, Timdal, Bendiksby & S. Ekman  | 2018           |
| Kiliasia sculpturata | (H. Magn.) Kistenich, Timdal, Bendiksby & S. Ekman | 2018           |
| Kiliasia superioris  | (Timdal) Timdal                                    | 2018           |